# Sebastião Capistrano Pereira
Sebastião Capistrano Pereira (Silvestre Ferraz, 29 de janeiro de 1907 – 20 de dezembro de 1962) foi um médico brasileiro.
Graduado em medicina pela Faculdade Nacional de Medicina da Universidade do Brasil em 1930. Foi eleito membro da Academia Nacional de Medicina em 1957, sucedendo Alcindo de Figueiredo Baena na Cadeira 62, que tem Augusto Brant Paes Leme como patrono.